# Richer (singolo)
Richer è un singolo promozionale del rapper statunitense Rod Wave, pubblicato il 25 marzo 2021 ed estratto dal terzo album in studio SoulFly.

## Descrizione
Il brano vede la partecipazione del rapper statunitense Polo G. È stato descritto come un brano trap con un'influenza di musica country nella produzione.

## Tracce
Testi di Rodarius Green, Taurus Bartlett, Roland Hannah, Flynn Cranston.
1. Richer (feat. Polo G) – 3:10

## Classifiche
| Classifica (2021) | Posizione massima |
| ----------------- | ----------------- |
| Canada            | 74                |
| Stati Uniti       | 22                |
| Stati Uniti (R&B) | 13                |